# Chuang Aj-čchun
Chuang Aj-čchun (čínsky pchin-jinem Huáng Àichūn, znaky 黃愛春, POJ: Hông Àichhun), (* 16. května 1974) je bývalá tchajwanská zápasnice – judistka.

## Sportovní kariéra
V tchajwanské ženské reprezentaci se pohybovala krátce v polovině devadesátých let dvacátéh století v lehké váze do 56 kg. V roce 1996 startovala na olympijských hrách v Atlantě, kde vypadla ve druhém kole s Číňankou Liou Čchuang na ippon. Po olympijských hrách se na větších mezinárodních turnajích neobjevovala.

## Výsledky
| Turnaj            | 1995       | 1996       |
| Turnaj            | 21         | 22         |
| Turnaj            | lehká váha | lehká váha |
| ----------------- | ---------- | ---------- |
| Olympijské hry    |            | úč.        |
| Mistrovství světa | úč.        |            |
| Mistrovství Asie  | 3.         | 5.         |
| Univerziáda       | úč.        |            |